# Pleustophyt
Pleustophyten, Schwebepflanzen oder Wasserschweber sind eine ökologische Gruppe der makroskopischen Wasserpflanzen, oder Makrophyten, von Stillgewässern. Dabei handelt es sich um frei schwimmende, nicht im Gewässergrund wurzelnde Pflanzenarten, die aber nicht zum (mikroskopischen) Phytoplankton gehören (diese werden, selten, „Planktophyten“ genannt). Die auf der Wasseroberfläche treibenden Pleustophyten bilden auf nährstoffreichen (eutrophen) Binnengewässern häufig ausgedehnte, schwimmende Decken aus, die bei der Bewirtschaftung dieser Gewässer problematisch und unerwünscht sind.
Vegetationskundlich bilden die mitteleuropäischen Wasserschweber weit verbreitete, meist artenarme Pflanzengesellschaften aus, die nach der häufigsten Gattung, den Wasserlinsen (Lemna) als Lemnetea bezeichnet werden.

## Definition, Abgrenzung und Begriffsgeschichte
Der Begriff Pleustophyt ist abgeleitet von griechisch plein: Segeln und phytos: Pflanze. Er wurde 1896 durch den Botaniker Carl Schroeter zuerst eingeführt, die heutige Definition geht auf den Botaniker Hans Luther 1949 zurück. Die Pleustophyten sind der pflanzliche Bestandteil der Lebensgemeinschaft des Pleustons. Gemeinsam mit dem Neuston, der vom Oberflächenhäutchen abhängigen, mikroskopischen Lebensgemeinschaft, und dem Plankton, werden sie öfters unter dem Begriff Seston zusammengefasst. Teilweise werden unterschieden: Die Mesopleustophyten, als Pflanzen, die unter Wasser wurzellos im Wasservolumen frei schweben, wie etwa die Arten der Gattung Hornblatt (Ceratophyllum), und die Acropleustophyten (auch Akropleustophyten oder natante Pleustophyten) als an der Wasseroberfläche frei schwimmende Arten, diese Feineinteilung ist aber nicht allgemein üblich. Verwandt, aber nicht dazugehörig und eigene Vegetationseinheiten bildend sind die Schwimmblattpflanzen; das sind im Gewässergrund wurzelnde Wasserpflanzen, deren Blätter auf der Wasseroberfläche schwimmen. Während Schwimmblattpflanzen auch in Fließgewässern vorkommen, sind die Schwebepflanzen nicht imstande, einer Wasserströmung zu widerstehen und daher weitgehend auf Stillgewässer beschränkt, sie können aber insbesondere in nährstoffreichen Altarmen von Flüssen besonders häufig sein.
Pleustophyten haben ihren Verbreitungsschwerpunkt in warmen, tropischen Gewässern, insbesondere sind sie charakteristisch für südamerikanische Feuchtgebiete wie das Pantanal. Fast weltweit verschleppt und insbesondere in Stauseen gefürchtet ist die Dickstielige Wasserhyazinthe (Eichhornia crassipes) und der Wassersalat (Pistia stratiotes). Beide Arten werden in der Aquaristik verwendet und sind so weltweit verschleppt worden. Für die Bekämpfung der Wasserhyazinthen-Decken tropischer Seen, vor allem Stauseen, werden jährlich Millionen von Euro aufgewendet.

## Vegetation Mitteleuropas
Die Wasserschweber oder Pleustophyten Mitteleuropas bilden im pflanzensoziologischen System die Klasse Lemnetea (minoris), benannt nach der Kleinen Wasserlinse (Lemna minor). Die Wasserlinsen sind die häufigsten Pleustophyten, alle Arten gehören dieser Gruppe an. Wasserlinsen-Decken sind charakteristisch für nährstoffreiche (eutrophe) bis überdüngte und übermäßig nährstoffversorgte (hypertrophe) Gewässer. Von Wasserlinsen dominierte Schwebepflanzen-Gesellschaften werden zur Ordnung Lemnetalia zusammengefasst. Häufige Begleiter der artenarmen Gesellschaften sind, neben den verschiedenen Wasserlinsen-Arten, der Gemeine Schwimmfarn (Salvinia natans) und der Große Algenfarn (Azolla filiculoides). Manchmal bildet auch das Sternlebermoos (Riccia fluitans) schwimmende Decken. Wie die Dreifurchige Wasserlinse (Lemna trisulca) schwimmen die Pflanzen dabei nicht auf, sondern dicht unter der Wasseroberfläche.
Weitaus seltener als die Wasserlinsendecken kommen mehrschichtige Wasserschweber-Gesellschaften vor, die, neben den Wasserlinsen, auch aus größeren Pleustophyten bestehen. Charakteristische Arten sind auf der Wasseroberfläche Europäischer Froschbiss (Hydrocharis morsus-ranae) und (neben Wasserlinsen der Gattungen Lemna und Spirodela) im freien Wasser schwebend Raues Hornblatt (Ceratophyllum demersum) und Verkannter Wasserschlauch (Utricularia australis). Auch normalerweise wurzelnde Arten wie Wasserfeder (Hottonia palustris) und die halb oder ganz untergetaucht wachsende Schwimmblattpflanze Krebsschere (Stratiotes aloides) können auch frei schwimmend vorkommen und sind regelmäßig vergesellschaftet. Die extrem seltene Wasserfalle (Aldrovanda vesiculosa) kommt ebenfalls vergesellschaftet vor. Diese mehrschichtigen Wasserschweber-Gesellschaften werden meist in einer eigenen Ordnung Hydrocharitetalia mit dem einzigen Verband Hydrocharition (benannt nach dem Froschbiss Hydrocharis) gefasst, einige Vegetationskundler bevorzugen allerdings den, von der Krebsschere (Stratiotes) abgeleiteten Namen Strationion. Gemeinsam mit den Großlaichkraut-Tauchfluren der nährstoffreichen Gewässer (im pflanzensoziologischen System der Verband Magno-Potamogetonion) sind „natürliche eutrophe Seen mit Vegetation vom Typ Magnopotamion und Hydrocharition“ geschützter Lebensraumtyp (Codenummer 3150) im Rahmen des europäischen Schutzgebietssystems Natura 2000. Sie kommen, neben ihrem charakteristischsten Lebensraum, dem Verlandungsgürtel von warmen, eutrophen Seen, teilweise auch in Tümpeln, Weihern oder krautreichen Entwässerungsgräben, vorzugsweise im Tiefland, vor.
Arten der Kleinlaichkraut-Tauchfluren, also untergetauchten Wasserpflanzen der Tauchblattzone können oft vergesellschaftet sein.